# Winter Garden (Album)
Winter Garden ist ein Jazzalbum des Flow Trio und Joe McPhee. Die am 11. Januar 2020 in den Park West Studios, Brooklyn, entstandenen Aufnahmen erschienen am 26. März 2021 auf ESP-Disk.

## Hintergrund
Tenorsaxophonist Joe McPhee spielte Anfang 2020 mit dem Flow Trio des Saxophonisten Louie Belogenis mit Joe Morris am Bass und Charles Downs am Schlagzeug. Winter Garden ist die vierte Veröffentlichung des Trios und  nach Rejuvenation (2009) die zweite auf ESP-Disk.

## Titelliste
- Flow Trio & Joe McPhee: Winter Garden  (ESP-Disk ESP 5040)[1]

1. Rabble-Rouser 12:33
2. Recombinant 7:28
3. Harbinger 10:10
4. Incandescence 5:20
5. Glistening 7:02
6. Accretion 5:49
7. Winter Garden 9:17

Die Kompositionen stammen von McPhee, Belogenis, Morris und Downs.

## Rezeption
Nach Ansicht von Mark Corroto, der das Album in All About Jazz rezensierte, würde die Einladung von McPhee den Fluss des Trios nicht stören, denn der Saxophonist dürfte der sensibelste und reaktionsschnellste Avantgardist der heutigen Musikszene sein. Mit dem Puls von Charles Downs und Joe Morris am Kontrabass lasse die Energie der Gruppe nie nach. Morris, der vor allem für seine Gitarrenarbeit bekannt ist, dürfte damit neue Fans für sein Kontrabassspiel gewonnen haben. Vielleicht verlange der Bass von ihm, sein oft hektisches Gitarrentempo zu lockern, damit der Zuhörer seinen Gedanken folgen kann. Egal, ob er sich wie im Titelstück seinem Instrument mit Pizzicato und Coll’arco nähert, die Wirkung sei fesselnd.